# Championnat du Sénégal de football de deuxième division 2023-2024
Navigation
Ligue 2 2022-2023 Ligue 2 2024-2025
La saison 2023-2024 de Ligue 2 sénégalaise est la soixantième édition du Championnat du Sénégal de football de deuxième division et la quinzième sous l'appellation « Ligue 2 ».
Le début du championnat a été placé au 30 septembre 2023.
Au vu de la décision de passer à 16 équipes la saison prochaine, il y aura 4 équipes qui montent en Ligue 1 cette saison.
Le Jamono Fatick est le tenant du titre.

## Participants
Un total de quatorze équipes participent au championnat ; il s'agit dix équipes de la saison précédente, de deux promus (NGB Niarry Tally et RS Yoff) et de deux relégués (AS Douanes et CNEPS Excellence).

## Classement
| Rang | Équipe             | Pts | J  | G  | N  | P  | Bp | Bc | Diff |
| ---- | ------------------ | --- | -- | -- | -- | -- | -- | -- | ---- |
| 1    | Wally Daan FC      | 48  | 26 | 13 | 9  | 4  | 28 | 17 | +11  |
| 2    | ASC HLM Dakar      | 44  | 26 | 11 | 11 | 4  | 44 | 26 | +18  |
| 3    | Oslo FA            | 43  | 26 | 12 | 7  | 7  | 30 | 27 | +3   |
| 4    | AJEL de Rufisque   | 41  | 26 | 11 | 8  | 7  | 33 | 23 | +10  |
| 5    | AS Douanes R       | 41  | 26 | 10 | 11 | 5  | 28 | 22 | +6   |
| 6    | RS Yoff P          | 38  | 26 | 10 | 8  | 8  | 27 | 23 | +4   |
| 7    | DUC                | 35  | 26 | 10 | 5  | 11 | 27 | 32 | -5   |
| 8    | Amitié FC          | 33  | 26 | 8  | 9  | 9  | 29 | 31 | -2   |
| 9    | CNEPS Excellence R | 32  | 26 | 8  | 8  | 10 | 22 | 21 | +1   |
| 10   | NGB Niarry Tally P | 32  | 26 | 7  | 11 | 8  | 23 | 29 | -6   |
| 11   | Thiès FC           | 28  | 26 | 5  | 13 | 8  | 17 | 19 | -2   |
| 12   | ASAC Ndiambour     | 28  | 26 | 6  | 10 | 10 | 18 | 23 | -5   |
| 13   | Keur Madior FC     | 24  | 26 | 5  | 9  | 12 | 23 | 32 | -9   |
| 14   | Demba Diop FC      | 17  | 26 | 4  | 5  | 17 | 16 | 40 | -24  |

|  | Promotion en Ligue 1                                                                                       |
|  | Relégation en Nationale 1                                                                                  |
|  | C : Vainqueur de la Coupe du Sénégal de football 2023-2024 P : Promu de Nationale 1 R : Relégué de Ligue 1 |